# Бойкот російського кіно
Бойко́т росі́йського кіно́ — українська громадянська кампанія бойкоту російського кіно. Є складовою ширшої кампанії з бойкоту — «Не купуй російське!»

## Причини
Кампанія виникла, як реакція на окупацію та військові дії проти України з боку Російської Федерації та її найманців у 2014 році. Також — як реакція на засилля російського телепродукту на телебаченні України, українофобії в ньому та возвеличення російських силовиків і каральних органів.

## Мета
Метою активістів кампанії є значне обмеження обсягу російського контенту, що демонструється на українському телебаченні та в кінотеатрах України.

## Передумови
У березні 2014 року з'являється заява діячів культури Росії, в тому числі пов'язаних із кінематографом. У листі підписанти висловлюють підтримку дій президента Росії Володимира Путіна, зокрема підтримку анексії Криму та дій на сході України.
У березні 2014 року, з відновленням кампанії «Не купуй російське!», громадські активісти та деякі політики починають закликати до бойкоту російських серіалів і телебачення.
Про перший помітний випадок бойкоту російського кіно стало відомо 11 квітня 2014 року. Тоді деякі кінотеатри Києва, Львова й Одеси оголосили, що не показуватимуть російських фільмів.

## Хід подій

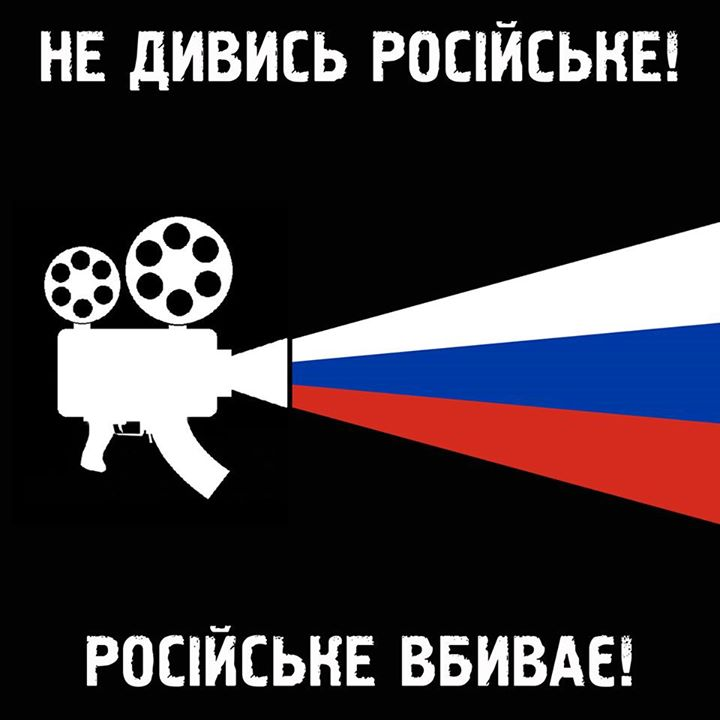
Агітаційний плакат активістів кампанії

У кінці серпня 2014 року активісти Громадянського руху «Відсіч» в рамках кампанії «Не купуй російське!» започатковують кампанію з бойкоту російського кіно. В інтернеті створюють офіційні сторінки та починають масово поширювати повідомлення, зображення тощо із закликами не дивитися російське кіно.
27 серпня 2014 року активісти пікетували телеканал ICTV. Вимога протестувальників — зняти з ефіру російські серіали.
4 вересня 2014 року під Державним агентством України з питань кіно у Києві активісти «Відсічі» провели театралізовану акцію «Не пустимо в хату російську вату», під час якої висловили протест проти засилля на українських теле- та кіноекранах російської продукції. Молоді люди вимагали встановити суворий контроль над змістом російської кінопродукції та очистити український медіапростір від фільмів, що шкодять національним інтересам України. На думку активістів, російські фільми, серіали несуть у собі приховану антиукраїнську пропаганду, зокрема принижують українців та возвеличують ідеї «російського світу», російських силовиків тощо. Окрім того, активісти зауважують, що більшість грошей з продажу прав на показ фільмів іде до Росії.
З вересня 2014 року переважно у Києві активісти проводять акції проти присутності російських фільмів і серіалів на українському телебаченні біля Нацради з питань телебачення і радіомовлення та офісів центральних українських телеканалів; а також проти знімань російських серіалів на території України тощо.

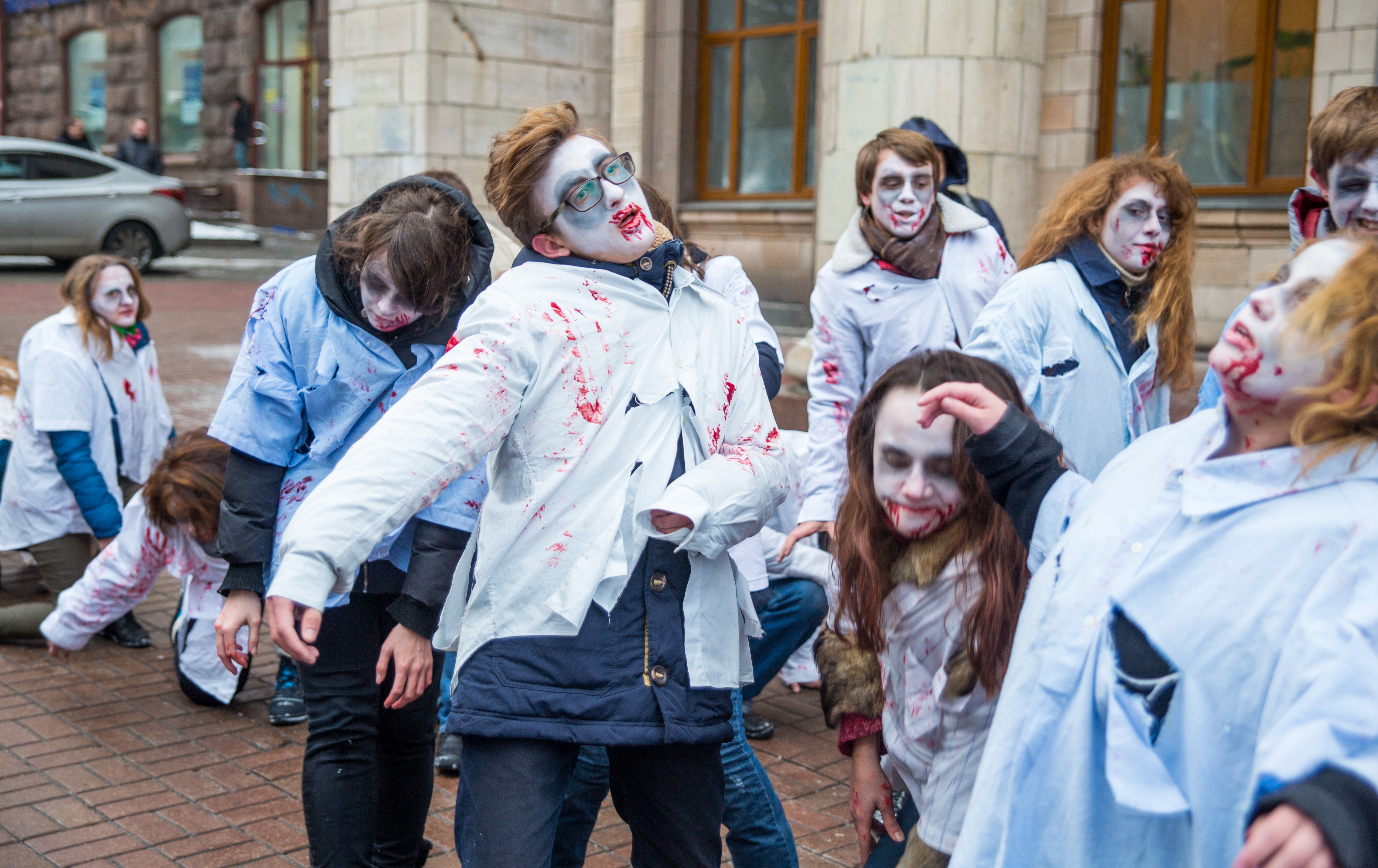
Перформанс під Нацрадою з питань телебачення і радіомовлення

3 грудня 2014 року в Києві під Нацрадою з питань телебачення і радіомовлення активісти «Відсічі» провели перформанс-акцію, метою якої було висловити вимоги заборонити російські фільми, серіали, передачі та інший контент на українському телебаченні. За словами активістів, під час дійства зомбі зображали звичайних телеглядачів, які перетворилися на «жертв» російської пропаганди та адептів «російського світу». Представник Нацради Владислав Севрюков під час акції зауважив, що процедура позбавлення ліцензії мовника є досить складною, а процес заміни російської телепродукції — триваліший за один день.
11 грудня 2014 року активісти провели пікетування головного офісу телеканалу «Інтер» у Києві. Під час акції під назвою «Не вбивайте наших захисників російською пропагандою!» молоді люди заклеїли головний вхід фотографіями загиблих українських вояків у російсько-українській війні 2014 року. За словами активістів, «Інтер» посідає 2-ге місце серед телеканалів за кількістю контенту російського походження. Протестувальники звернули увагу, що російські фільми та серіали прославляють російських силовиків, що в умовах війни є неприпустимим.
22 грудня 2014 року активісти руху «Відсіч» під Адміністрацією Президента у Києві вимагали на період війни повністю заборонити в Україні російські фільми, за винятком тих, які отримали нагороди «Оскар» чи «Золота пальмова гілка» та не містять пропаганди. Молоді люди звернули увагу, що кількість російського контенту на українському телебаченні лише зростає. Активісти передали представникам адміністрації відповідні звернення та пропозиції, адресовані Президенту України Петру Порошенку, а також влаштували біля будівлі перформанс. Під час театралізованого дійства закривавлені зомбі із бутафорськими автоматами та георгіївськими стрічками вимагали повернення російських фільмів за участю Михайла Пореченкова та Івана Охлобистіна.
З 29 грудня 2014 року активісти руху «Відсіч» пікетують покази російських фільмів у київських кінотеатрах. Активісти поєднують пікети із різними перформансами та флешмобами «Російське вбиває!», які також проводять в рамках кампанії «Не купуй російське!». Так відбулись пікетування показу фільму «Ялинки 1914» 29 грудня та 4 січня 2015 року. За повідомленням активістів, 29 січня у Луцьку в одному з кінотеатрів мав відбутися схожий флешмоб проти показу російського фільму «Ялинки кудлаті». Однак він був скасований через те, що кінотеатр зняв з показу фільм та замінив на французький.
З 31 грудня 2014 до 1 січня 2015 років у рамках святкування Нового року на телеканалі «Інтер» транслювали новорічну передачу «Чекай на мене в Новий рік» (рос. «Жди меня в Новый год») за участю артистів, які підтримали окупацію Криму Росією (зокрема за участю Йосипа Кобзона, Олега Газманова та Валерії). Подія одразу викликала хвилю обурення в українській блогосфері та соціальних мережах. 1 січня відреагували заявами і низка українських чиновників найвищого рівня, політиків і громадських діячів. Телеканал 1+1 також розкритикували за вміст телеефіру новорічної ночі, оскільки канал показав передачу «Дискотека 80-х» за участю Олега Газманова.
27 січня активісти «Відсічі» під Національною радою України з питань телебачення і радіомовлення у Києві провели акцію «З екранів лізе вата — Нацраді наплювати!» Молоді люди загорнули фасад будівлі установи у вату, на якій написали претензії до органу. Активісти висловили незадоволення очільником відомства Юрієм Артеменком, заступником Ольгою Герасим'юк та діяльністю Нацради загалом. Аргументували це відсутністю дій в межах компетенції установи щодо порушень телеканалу «Інтер» та інших телеканалів, зокрема норми про наявність в ефірі 50 % українського контенту. Після цього Нацрада винесла на розгляд на своє засідання 12 лютого питання про дотримання телеканалами і радіокомпаніями України квоти національного аудіовізуального продукту.
2 березня 2015 року під Верховною Радою України активісти руху «Відсіч» та інші активісти провели акцію «Поки влада зволікає, ллється українська кров» з вимогою до спікера парламенту Володимира Гройсмана підписати Закон № 1317 «Про внесення змін до деяких законів України щодо захисту інформаційного телерадіопростору України», який має значно обмежити обсяги російського телепродукту в телеефірі України. Закон ухвалили у другому читанні 5 лютого, але станом на день проведення акції спікер його не підписав. Раніше активісти опублікували звернення до голови Верховної Ради, підписане низкою громадських організацій України.
У березні 2015 року український музичний гурт «Kozak System» презентував кліп із назвою «Нахуй маніфест». Ним співаки висловили ставлення до російських окупантів і своєрідною формою закликали бойкотувати російське. У тексті пісні є негативні вислови зокрема щодо спільної телеаудиторії України та Росії; деяких конкретних діячів мистецтва Росії, відомих антиукраїнськими висловлюваннями; пропагандистських російських телеканалів; деяких російських та радянських фільмів та серіалів тощо.
17 березня 2015 року в Києві активісти провели театралізовану акцію під Верховною Радою України із вимогою до голови держустанови Володимира Гройсмана підписати законопроєкт № 1317. Молоді люди наголошували, що спікер парламенту порушив строки підписання документу, передбачені регламентом. Під час акції активісти зображали зомбі, які вимагали у Гройсмана не підписувати документ. Вже наступного дня народні депутати не підтримали постанову, якою закон мав бути скасований, після чого Гройсман повідомив про підписання законопроєкту № 1317.

## Дослідження

### Походження контенту
З 1 по 7 вересня 2014 року активісти кампанії промоніторили українське телебачення. За їхніми даними, на 10-ти провідних українських телеканалах («1+1», «Україна», «СТБ», «ICTV», «Новий канал», «ТЕТ», «2+2», «НТН» та «К1»; останній з них — проросійський телеканал «Інтер») за ці дні продемонстрували 71 російський фільм чи серіал. Активісти зробили висновок, що російське «кіно» домінує в українському телеетері. За словами учасників ініціативи, цей контент переважно дуже низької якості та дуже часто містить ворожу російську пропаганду.
З 8 по 14 вересня 2014 року активісти провели ще один моніторинг 10-ти провідних українських телеканалів. За даними учасників кампанії, на деяких телеканалах російський телепродукт складає більше половини їхнього часу мовлення. Канали показують російське щонайменше 1/6 частину доби. В середньому на одному каналі демонструють понад 7,5 годин російського телепродукту.
27 вересня 2014 року активісти провели моніторинг етеру українських телеканалів. За його даними, частка російського телепродукту становить 40 %. Активісти зауважили, що у порівнянні з попереднім моніторингом обсяги російського наповнення ефіру збільшилися. Найбільше російського контенту транслює телеканал «Україна» — 87 % від загального часу мовлення. Наступні у рейтингу — телеканали «НТН» (71 %), «Інтер» (67 %), «ICTV» (43 %), «2+2» (42 %). Окремо активісти відзначили зміст російського контенту. Значну його частину складають серіали про «героїчних» співробітників російських та радянських силових та каральних органів.
З 27 жовтня по 2 листопада 2014 року активісти нарахували у програмі топової десятки українських телеканалів 68 російських фільмів і серіалів (без урахування радянського кіно, російських шоу та мультфільмів).
З 1 по 7 грудня 2014 року активісти кампанії провели моніторинг 10-ти українських телеканалів на вміст російського контенту. За їхніми результатами, обсяг російського телепродукту в порівнянні з моніторингом 8—14 вересня лише зріс. За словами активістів, особливо відзначилися ті канали, що й так показували найбільше російського — телеканал «Україна» збільшив обсяги російського контенту пересічно з 12:45 до 15:15 на добу (в деякі дні — до понад 20 годин на добу), телеканал «Інтер» — з 11:15 до 13:15. Третє місце посів НТН з більше ніж 12-ма годинами російського контенту на добу.
З 5 по 11 грудня 2015 року активісти кампанії провели моніторинг, за результатами якого зробили висновок, що телеканали «Україна» та «Інтер» порушують законодавчу квоту наявності 50 % національного аудіовізувального продукту в етері (ст. 9 Закону України «Про телебачення і радіомовлення»). На каналі «Україна» активісти нарахували 16 % українського контенту, на «Інтері» — 17 %.

### Мовний розподіл
1 жовтня 2014 року активісти на основі моніторингу 27 вересня оприлюднили статистику мовного складу контенту українських телеканалів. За цими даними, суто україномовного контенту — 29 %; суто російськомовного — 39,3 %; російськомовного із українськими субтитрами — 23,5 %; двомовного (українською та російською) — 8,2 %.
17 листопада 2015 року, за результатами дослідження руху «Відсіч», стало відомо що частка україномовного продукту на українських телеканалах зменшується — в середньому на 1 % за 1 місяць. Так, за даними досліджень руху, у червні кількість україномовного контенту становила 28 %, а у листопаді — 23 %.

### Телеглядачі та обивателі
У грудні 2014 року «Телекритика» оприлюднила соціологічне дослідження, проведене спільно з КМІС. За його результатами, 60,9 % мешканців України останнім часом не дивилися російські серіали. У дослідженні зазначають, що українці відчувають необхідність у зміцненні інформаційної політики. Вони готові підтримати різні заходи, які могли би посилити інформаційну безпеку України, зокрема такі як обмеження мовлення російських каналів. Водночас, прихильники російських серіалів є в усіх регіонах, і серед чоловіків, і серед жінок, серед людей різного віку та рівня освіти.

## Реакції

### Митців, експертів і громадськості
- У середині вересня 2014 року українська письменниця Оксана Забужко прокоментувала ситуацію із кількістю російського телепродукту на українському телебаченні: «…ситуація зараз шизофренічна: з одного боку ллється кров, гинуть люди, російськомовні, україномовні, суржикомовні, немає різниці, ті, які ідентифікують себе як українців. І в цей самий час лише за перший тиждень вересня 10 українських каналів показали 71 російський серіал, в тому числі „Ліквідацію“, де чекісти знищують бандерівців.»[70][71][72]
- 3 жовтня 2014 року український письменник Андрій Кокотюха вважає, що російські серіали про «ментів», «НКВД» і «спецназ» продовжують перебувати в ефірі українських телеканалів через те, що «їх нема чим замінити».[73]
- У жовтні 2014 року комбати добровольчих батальйонів Юрій Береза («Дніпро-1»), Семен Семенченко («Донбас») і Андрій Тетерук («Миротворець») звернулись із відкритим листом до Президента України Петра Порошенка з проханням припинити «трансляцію російської пропаганди у вигляді медіа-продукту, включаючи серіали, фільми, розважальні програми, в яких з піднесенням та ідеалізацією зображено нашого ворога».[74]
- У жовтні 2014 року український політолог Володимир Фесенко заявив, що заборона російських серіалів є дуже небезпечним кроком. Експерт вважає некоректним і невчасним показувати серіали про російських десантників, однак зауважує, що не можна «кидатися у крайнощі»: «Я не прихильник заборон. Одна справа, коли йде прояв прямої інформаційної війни, яка ведеться через новинні блоки. Там ведеться агресивна пропаганда, і я розумію, як тимчасовий захід, заборону тих телеканалів, які ведуть цю інформаційну війну. Що стосується серіалів, то так ми можемо далеко дуже зайти. Наступний етап може бути — все російське заборонити. А у нас, як не крути, частина населення або етнічні росіяни, або люди, які родинними зв'язками, етнічно, культурно пов'язані з російською традицією. Все це обрізати чи що? Це було б не зовсім правильно.»[75]
- Кінопродюсер Ігор Савиченко, засновник компанії «Директорія кіно», у грудні 2014 року висловив думку, що держава, забороняючи російський продукт, має дати ринку щось взамін. Натомість, за його словами, фінансування кіновиробництва з державного бюджету тільки зменшується. «Якщо держава щось забороняє, вона має розуміти, що руйнує значну частину ринку, руйнує цілу індустрію. Потрібно дати щось взамін. Дати гроші в кіноіндустрію, щоб ми не залишали країну та могли знімати й далі. До 2012 року ми жили за те, що знімали в Україні російські серіали і фільми. З 2013 року, коли з'явився фонд Держкіно, ми почали знімати своє. Цей баланс зараз порушився.»[76]
- Український журналіст та медіа-експерт Андрій Куликов констатуючи, що в Україні забагато телебачення, зрезюмував, що це унеможливлює забезпечити якісний продукт у всьому телевізійному просторі. Відтак маємо: «закупівлю великої кількості низькопробної продукції, насамперед російської, хоча і американської також. Російська продукція — небезпечніша. Вона показує майже таких людей, як ми, тому і впливає на глядача більше, ніж, скажімо, американська з таким же сюжетом. Українська аудиторія швидше асоціюватиме себе з росіянами, аніж з американцями чи навіть поляками».[77]

### Державної влади України

#### Верховної Ради України
20 жовтня 2014 року до сесійної зали Верховної Ради України було винесено законопроєкт № 5036 про внесення змін до закону «Про телебачення та радіомовлення» щодо захисту інтересів держави за поданням народного депутата Миколи Томенка. Документ передбачав заборонити трансляцію у телеефірі аудіовізуальних творів, серед головних героїв у яких є працівники правоохоронних органів, збройних сил, спеціальних служб Російської Федерації та/або СРСР, та/або Російської імперії (окрім аудіовізуальних творів радянського виробництва, що були вироблені до серпня 1991 року) та таких, «у яких прославляються загарбники України». Однак законопроєкт не отримав необхідної кількості голосів народних депутатів.
9 грудня 2014 року у Верховній Раді України народні депутати Микола Княжицький і Вадим Денисенко зареєстрували проєкт закону про внесення змін до деяких законів України щодо захисту інформаційного телерадіопростору України № 1317. Документом запропонували внести зміни до законів «Про кінематографію» (зокрема — доповнити статтею 15-1 «Розповсюдження і демонстрування фільмів, в яких міститься популяризація деяких органів держави-окупанта та популяризуються цінності кримінальної субкультури») та «Про телебачення і радіомовлення». Відповідно до змін, будь-яке розповсюдження (показ) в Україні будь-яких фільмів (аудіовізуальних творів), в яких міститься популяризація, агітація, пропаганда тощо будь-яких дій правоохоронних органів, збройних сил, інших збройних, військових чи силових формувань держави-окупанта має бути заборонене.
13 січня 2015 року Верховна Рада ухвалила законопроєкт № 1317 240-ка голосами в першому читанні.
Після ухвалення законопроєкту № 1317 у першому читанні у Верховній Раді з'явилися декілька альтернативних або суміжних законопроєктів: № 1768 (за поданням Андрія Левуса, Сергія Висоцького та Миколи Величковича), № 1824 та № 1889 (за поданням зокрема Вікторії Сюмар).
5 лютого 2015 року парламент у другому читанні ухвалив законопроєкт № 1317 259-ма голосами. У документі врахували поправку в редакції Радикальної партії, згідно з якою має бути заборонено все, що було знято в Російській Федерації із 1 серпня 1991 року. Однак, після голосування з'явилися різні тлумачення, яку саме поправку врахували.
6 лютого 2015 року народні депутати від «Опозиційного блоку» Юрій Бойко та Михайло Папієв подали проєкт постанови № 1317-п. Ним закон № 1317 мав бути скасований. Депутати від коаліції запевняли, що таким чином опозиціонери затягували можливість остаточного затвердження законопроєкту № 1317, оскільки не з'являлися на засідання комітету, де мав би бути розглянутий їхній законопроєкт № 1317-п.
18 березня 2015 року проєкт постанови 1317-п відхилили, після чого, а також після проведених акцій активістів, Володимир Гройсман підписав законопроєкт.
19 березня 2015 року «Телекритика» оприлюднила текст законопроєкту № 1317, який нібито підписав Володимир Гройсман. Текст журналістам надав голова Комітету Верховної Ради з питань культури і духовності, співавтор документа Микола Княжицький. У законопроєкті не врахували поправку про заборону всіх фільмів, знятих у Росії з 1 серпня 1991 року.
2 квітня 2015 року Президент України Петро Порошенко підписав законопроєкт № 1317. 6 квітня його опублікували на сайті Верховної Ради як Закон України № 159-VIII від 5 квітня 2015 року. Документ набув чинності 4 червня 2015 року.

#### Держкіно
У жовтні 2014 року Держкіно забороняє для показу російські серіали, присвячені силовим структурам Росії. За словами голови установи Пилипа Іллєнка, рішення прийняте з огляду на події в Україні, через які «некоректно зараз буде демонструвати на українських телеканалах ті російські фільми, в яких є відверта пропаганда, на кшталт звеличення силових структур Росії та самої Росії.» Пізніше, після скандалу та протестів громадськості, відомство також забороняє фільми за участю Михайла Пореченкова, а також закликає керівників телебачення та ЗМІ не допускати появи в ефірі та на шпальтах Йосипа Кобзона, Івана Охлобистіна, Михайла Задорнова та інших російських діячів культури через їхні українофобські заяви та вчинки. 9 грудня Держкіно заборонило показ в Україні 71-го фільму та серіалу з участю російського актора та сценариста Івана Охлобистіна. У грудні Держкіно також пообіцяло підтримку тим телеканалам, які відмовляються від російського контенту та заборонило до показу ще 4 російські фільми. 5 лютого 2015 року Держкіно заборонило ще 20 російських фільмів і серіалів.

#### Національної ради з питань телебачення і радіомовлення
Очільник Нацради з питань телебачення і радіомовлення Юрій Артеменко, після акцій протестів громадськості, заявив, що правильніше було би, якби телеканали самі заборонили фільми та серіали з Пореченковим та Охлобистіним. «Можливо, ситуація із забороною фільмів з Охлобистіним і Пореченковим змусить самі канали вийти з якоюсь ініціативою, пропозицією, з якоюсь політикою стосовно не всіх російських серіалів, а тих, які викликають щонайменше подив», — сказав чиновник. У грудні 2014 року перший заступник відомства Ольга Герасим'юк заявила, що певні російські фільми використовуються як засіб пропаганди, тому підлягають забороні. До того ж, за її словами, плани українських телеканалів із закупівлі російських телесеріалів на наступний рік є меншими, але закупівля буде масовою.

## Після набуття чинності закону №159-VIII

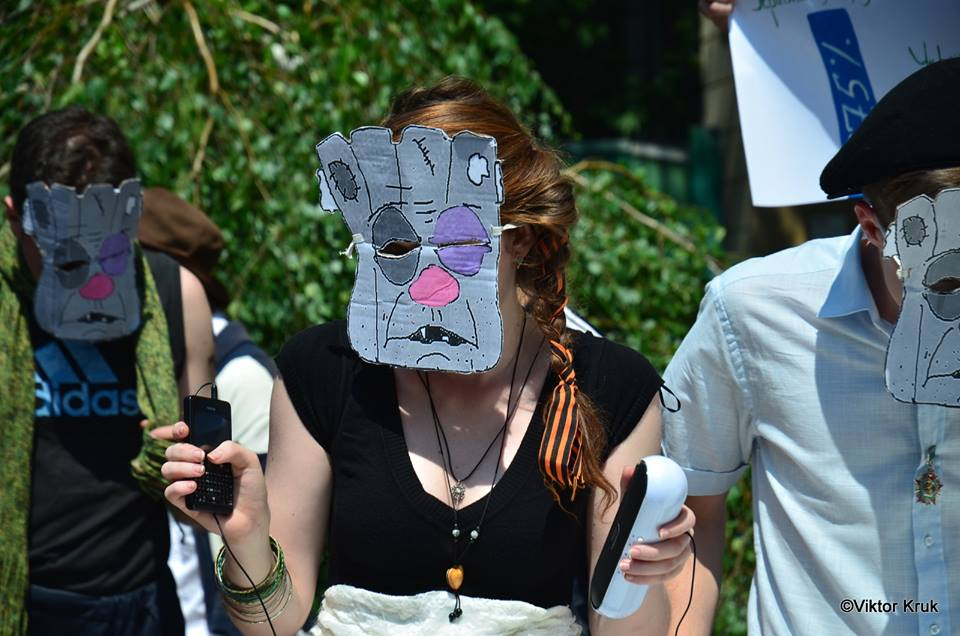
Під час акції 8 липня 2015 року активісти використали образ ватника

8 липня 2015 року активісти руху «Відсіч» провели театралізовану акцію під будівлею Міністерства культури України з вимогою заборонити будь-яку трансляцію фільмів, пісень, передач, шоу та іншого контенту з участю «артистів-рашистів». Молоді люди передали список з 568-ми російськими артистами і телезірками, які, на думку активістів, мають бути заборонені. Цього ж дня міністерство передало список із 117 артистами, які, зі слів представників відомства, загрожують національній безпеці України.
У другій половині липня міністр культури України В'ячеслав Кириленко повідомив, що його відомство направило перелік російських артистів, наданий раніше активістами, на перевірення Службі безпеки України.
7 серпня 2015 року Служба безпеки України надала Міністерству культури список осіб, дії яких створюють загрозу національній безпеці України. 3 грудня біля приміщення Служби безпеки України активісти провели театралізовану акцію, якою висловили незадоволення, що до санкційного переліку російських артистів потрапило лише 40 осіб, а не 600.
26 серпня 2015 року активісти кампанії провели театралізовану акцію протесту біля головного офісу телеканалу «Інтер» у Києві. Активісти в образах ватників дякували телеканалу за «рускій дух», російські серіали, намагалися обійняти працівників «Інтера» та потиснути їм руки. Особливу вдячність у них викликав концерт за участю Таїсії Повалій, який відбувся на телеканалі до Дня Незалежності України.
Згодом список заборонених осіб зріс до 83-х. А Кабінет Міністрів України заборонив Держкіно реєструвати та видавати прокатні посвідчення на фільми, учасники яких включено до переліку осіб, що загрожують націоналній безпеці.
У квітні 2016 року рух «Відсіч» і українське видання Depo.ua розпочали акцію «Інформаційний фронт», під час якої пообіцяли моніторити та давати регулярні звіти про випадки російської або антиукраїнської пропаганди на українському телебаченні.